# Петров Юрій Анатолійович (футболіст)
Юрій Анатолійович Петров (18 липня 1974, Кривий Ріг — 28 квітня 2023, Нідерланди) — колишній радянський, російський та український футболіст (зі слів футболіста, має також паспорт Нідерландів), що виступав на позиції нападника. Відомий насамперед виступами за дніпропетровський «Дніпро», московські «Спартак» (у складі якого став чемпіоном Росії з футболу та володарем Кубка СНД) та «Локомотив» та низку нідерландських клубів.

## Клубна кар'єра
Юрій Петров народився у Кривому Розі. Розпочав займатися футболом у Дніпропетровському спортінтернаті. Уже в 14 років почав викликатися до юнацьких збірних СРСР, і був запрошений до основної команди дніпропетровського «Дніпра». У 16-річному віці дебютував у основному складі команди у вищій лізі СРСР у матчі з донецьким «Шахтарем» у 1991 році, і забив у цьому поєдинку м'яч у ворота донеччан. До кінця останнього чемпіонату СРСР провів за «Дніпро» 14 матчів. Але молодий футболіст посварився із тодішнім наставником дніпрян Євгеном Кучеревським, і вирішив покинути дніпропетровський клуб. Після розпаду Радянського Союзу на запрошення тодішнього старшого тренера московського «Спартака» Олега Романцева перейшов до стану «біло-червоних». У складі «Спартака» Петров відзначився 1 забитим м'ячем у ворота іншого московського клубу — «Асмарала», та став одним із наймолодших авторів забитих м'ячів у чемпіонаті Росії, став чемпіоном Росії, хоча й зіграв у чемпіонаті лише 5 матчів, та переможцем останнього розіграшу Кубка СРСР (хоча й зіграв лише у чвертьфіналі турніру). Але футболіст не підійшов головному тренеру команди, і перейшов у середині сезону в інший московський клуб — «Локомотив». Але й і у складі «залізничників», якими на той час керував Юрій Сьомін, Юрій Петров надовго не затримався. У середині сезону 1994 року футболіст виїхав до Західної Європи у пошуках нового клубу. Юрій Петров пробував сили у німецьких «Гамбургу», «Карлсруе», дортмундській «Боруссії» та «Шальке-04», голландському «Аяксі», але у останньому клубі Луї ван Гал віддав перевагу нігерійцю Джорджу Фініді, і Юрій Петров вимушений був повернутися до України, де нетривалий час виступав у клубі вищої ліги СК «Миколаїв» на запрошення Євгена Кучеревського. Але за півроку після невдалої спроби закріпитись у європейському клубі Петров отримує пропозицію від середняка нідерландської ередивізі «Валвейк», і вирішує прийняти цю пропозицію. Виходець з України не зразу зумів закріпитись у складі голландського клубу, але поступово став одним із провідних гравців клубу, і отримав запрошення від сильнішого нідерландського клубу «Твенте», у складі якого став бронзовим призером нідерландської першості. Але, на жаль, Юрій Петров, хоч і отримав пропозицію подальшої співпраці з клубом із Енсхеде, не зумів домовитись із клубом про новий контракт. Керівництво клубу звинуватило Юрія (на жаль, не безпідставно) у зловживанні алкогольними напоями, і, хоча й футболіст мав запрошення від стамбульського «Галатасарая», він був вимушений повернутися до «Валвейка». У цьому клубі футболіст також не зразу повернув собі місце в основі, деякий час провів у оренді за клуб з Гааги «АДО Ден Гаг». У 2003 року Юрій Петров нетривалий час грав у владикавказькій команді «Спартак-Аланія», а далі повернувся до України, де став гравцем луцької «Волині». У Луцьку футболіст зіграв лише 9 матчів у вищому українському дивізіоні. але не спрацювався із головним тренером лучан Віталієм Кварцяним, і покинув клуб. Наступною командою Юрія Петрова стала хабаровська «СКА-Енергія», за яку футболіст виступав лише півроку. Пізніше півроку футболіст був без клубу, а наступною командою Петрова став харківський «Металіст». У харківському клубі футболіст зіграв лише 12 матчів, і покинув команду. Юрій Петров повернувся до Нідерландів, і збирався продовжити кар'єру в місцевому нижчоліговому клубі, але отримав пропозицію продовжити кар'єру в одному з китайських клубів. Але перегляд у Китаї пройшов невдало, і Юрій Петров повернувся до Нідерландів. Протягом двох років Петров грав за місцевий клуб «Волендам», але у зв'язку із частими травмами завершив професійну кар'єру. Після завершення професійної кар'єри футболіст грав за аматорський клуб АСВХ, а також за аматорську команду ПСВ. Після завершення кар'єри футболіста Юрій Петров проживає із сім'єю в Нідерландах. Нетривалий час був футбольним агентом. Юрій Петров також виступає за ветеранську команду ПСВ, а також команду колишніх футболістів та зірок естради «World Masters Team».

## Виступи за збірні
У 1993 році під час виступів у московському «Локомотиві» Юрій Петров отримав запрошення виступити у складі Молодіжної збірної Росії на молодіжному чемпіонаті світу 1993 року. На чемпіонаті світу Юрій Петров зіграв 3 матчі. У 1994 році Юрій Петров зіграв 2 матчі за молодіжну збірну Росії у відбірковому турнірі до молодіжного чемпіонату Європи 1996 року (який одночасно слугував відбірковим турніром до Олімпійських ігор 1996 року) із збірними Сан-Марино та Шотландії, у яких забив 1 м'яч збірній Сан-Марино.

## Досягнення
- Чемпіон Росії (1):

«Спартак» (Москва): 1992
- володар кубка СНД (1):

«Спартак» (Москва): 1991/92
- Бронзовий призер чемпіонату Росії (1):

«Локомотив» (Москва): 1994
- Бронзовий призер чемпіонату Нідерландів (1):

«Твенте»: 1996/97

## Особисте життя і смерть
Після завершення кар'єри мав проблеми з алкоголем. 2011 року від нього пішла дружина, забравши двох дітей. Будинок було продано, а кошти поділені порівну. Петров отримав 40 000 євро, яких йому вистачило на місяць.
2012 року Юрій потрапив у соціальний притулок у Тілбурзі. Там він познайомився з місцевою співробітницею Монікою, яка була на 10 років старшою за нього. Завдяки їй ексфутболіст влаштувався на роботу, але за 9 місяців жінка подала на нього до суду за рукоприкладства і Юрія засудили до громадських робіт. Пізніше вони знову зійшлися, жили цивільним шлюбом у кемпінгу, але 2016 року розійшлися остаточно. В інтерв'ю журналістам Моніка скаржилася, що Юрій п'є: «Випивка зіпсувала все».
Юрій зізнався, що вживав наркотики після розлучення із дружиною і в останні роки був безробітним та безпритульним. 29 квітня 2023 року Юрій Петров помер у хоспісі в Нідерландах.